# August von Parseval
Pour les articles homonymes, voir Parseval.
François Max August von Parseval, né le 5 février 1861 à Frankenthal (Palatinat) et mort le 22 février 1942 à Berlin, est un pionnier allemand de l’aéronautique et de l’aérostation, inventeur et concepteur de ballons captifs et de dirigeables.

## Biographie

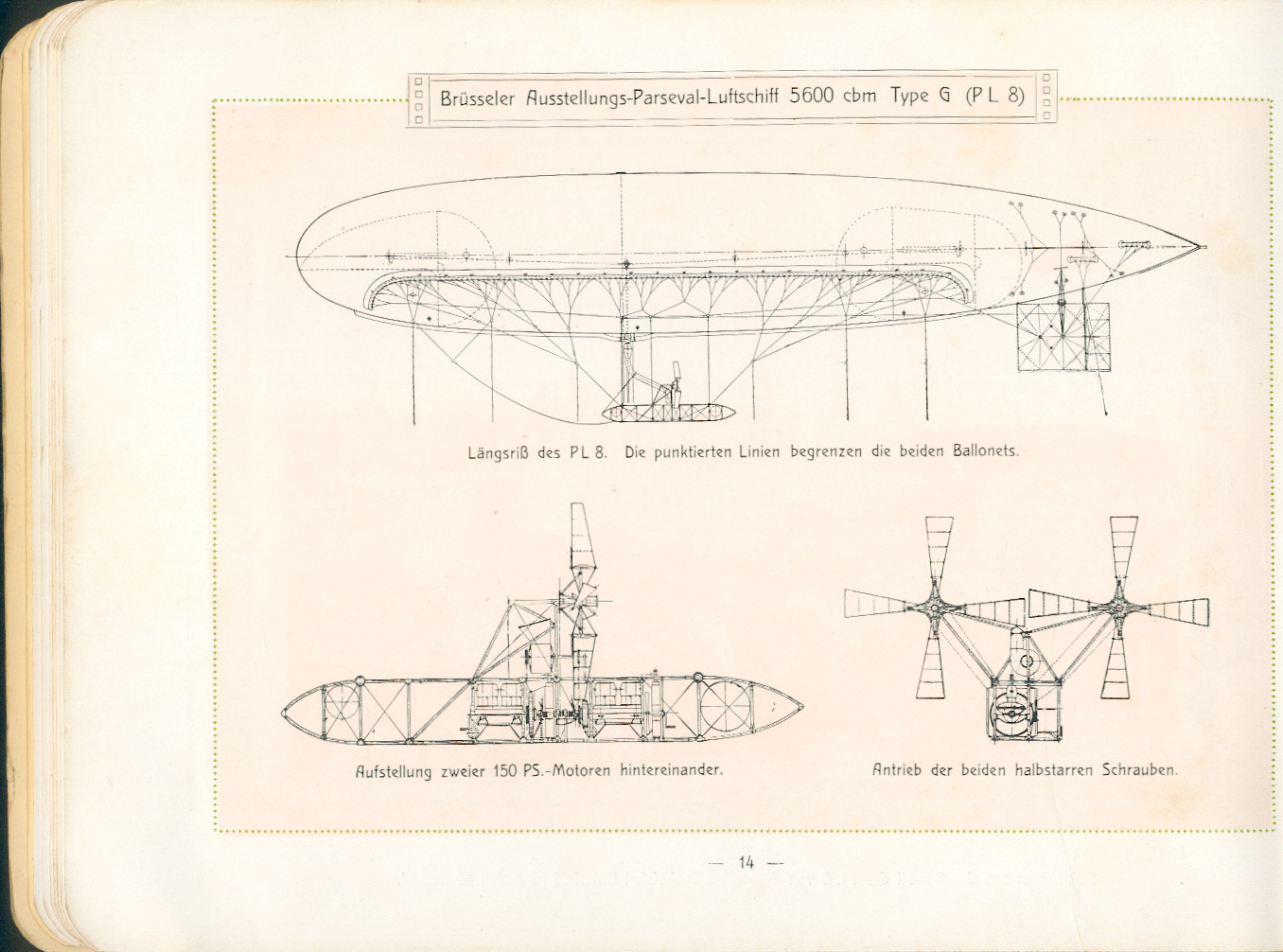
Schéma de structure d’un dirigeable souple Parseval en 1911.

Descendant agnatique d’un noble français émigré en Allemagne en 1791, August von Parseval nait à Frankenthal dans le Palatinat le 5 février 1861. Scolarisé à l’École militaire de Munich jusqu’en 1879, il est ensuite admis comme cadet au 3e régiment d'infanterie (de) et fait carrière dans l’armée bavaroise qu’il quitte avec le grade de major en 1907.
Jeune officier passionné par les mystères du plus lourd que l’air, il se plonge dans la théorie du mécanisme des ailes d’oiseaux et livre le fruit de ses observations, menées à l’aide de la technique de photographie rapide, dans un ouvrage intitulé Die Mechanik des Vogelfluges (Le Fonctionnement des ailes d’oiseaux) en 1889.
Une décennie plus tard, il se consacre à l’étude de la technologie des dirigeables. Tandis que son rival Ferdinand von Zeppelin s’oriente vers les ballons à carcasse rigide, Parseval développe des modèles à enveloppe souple rigidifiée par la pression interne du gaz de gonflage (ballons de type Blimp ou sac mou). L’intérêt militaire de cette forme est évident : transport et montage en sont rapides et faciles.
En coopération avec l’ingénieur Rudolf Hans Bartsch von Sigsfeld (de), Parseval élabore à partir de 1898 le Drachen, un modèle de ballon captif d’observation militaire pourvu d’une nacelle. Surnommé Saucisse par les Alliés en raison de sa forme effilée, ce matériel fut utilisé intensivement au front pour l’observation d’artillerie durant la Grande Guerre.
Passant ensuite du ballon captif au ballon libre, Parseval se lance en 1901 dans la conception d’un dirigeable motorisé de taille modeste. L’amélioration de la technologie des moteurs lui permet d’aboutir au lancement d’un premier dirigeable expérimental dont le baptême de l’air a lieu le 26 mai 1906.
Sur cette lancée, Parseval développe ensuite une vingtaine de modèles de plus en plus perfectionnées de dirigeables souples ayant un format et une autonomie restreints. Homologuées à usage militaire, certaines de ces versions furent produites en série pour être affectées à des missions de surveillance côtière et anti-sous-marine.
Après la guerre, l’inventeur allemand arrive au terme de son évolution technologique en mettant au point quatre modèles de dirigeables dotés d’une carcasse semi-rigide. De type Parseval-Naatz (du nom de l’ingénieur Hermann Naatz qui en conçut les plans en collaboration avec Parseval), ces ballons à vocation civile furent utilisés pour le transport de passagers et la publicité aérienne.
Si la catastrophe du Hindenburg mit un terme à la carrière des Zeppelins, la robustesse et la fiabilité des engins Parseval en a perpétué l’usage jusqu’à nos jours. Leur technologie a été exportée à travers le monde, donnant naissance à des centaines de ballons dont nombre furent fabriqués sous licence par la firme américaine Goodyear.
August von Parseval enseigna la construction des aéronefs à l’École technique supérieure de Charlottenburg de 1912 à 1936. Il est décédé à Berlin le 22 février 1942.

### Caractéristiques techniques du ballon expérimental Parseval lancé en 1906

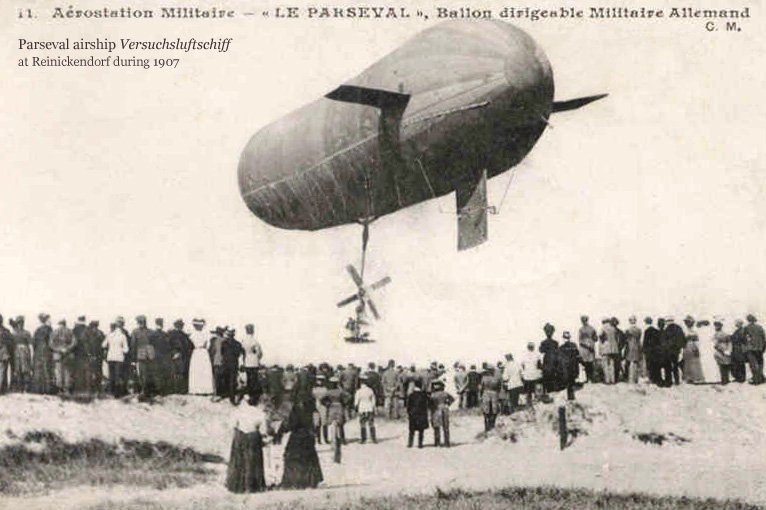
Vol du dirigeable expérimental Parseval en 1907.

- 48 m de long.
- 8,5 m de diamètre.
- 2 300 m3 de volume.
- moteur Daimler 85 ch.
- vitesse maximale de 47 km/h.
- altitude maximale de 1 000 m.